# Eduard Meyerheim
Friedrich Eduard Meyerheim (*7 de enero de 1808, Danzig; † 18 de enero de 1879, Berlín) pintor polaco muy admirado en Berlín.

## Vida
Es probable que la formación de Meyerheim, haya iniciado alrededor del año 1832 en la Academia de las Artes de Prusia, junto a Johann Gottfried Schadow, Eduard Daege y Johann Gottfried Niedlich.
Su hijo fue el conocido pintor, grafista e ilustrador Paul Meyerheim (1842-1915).

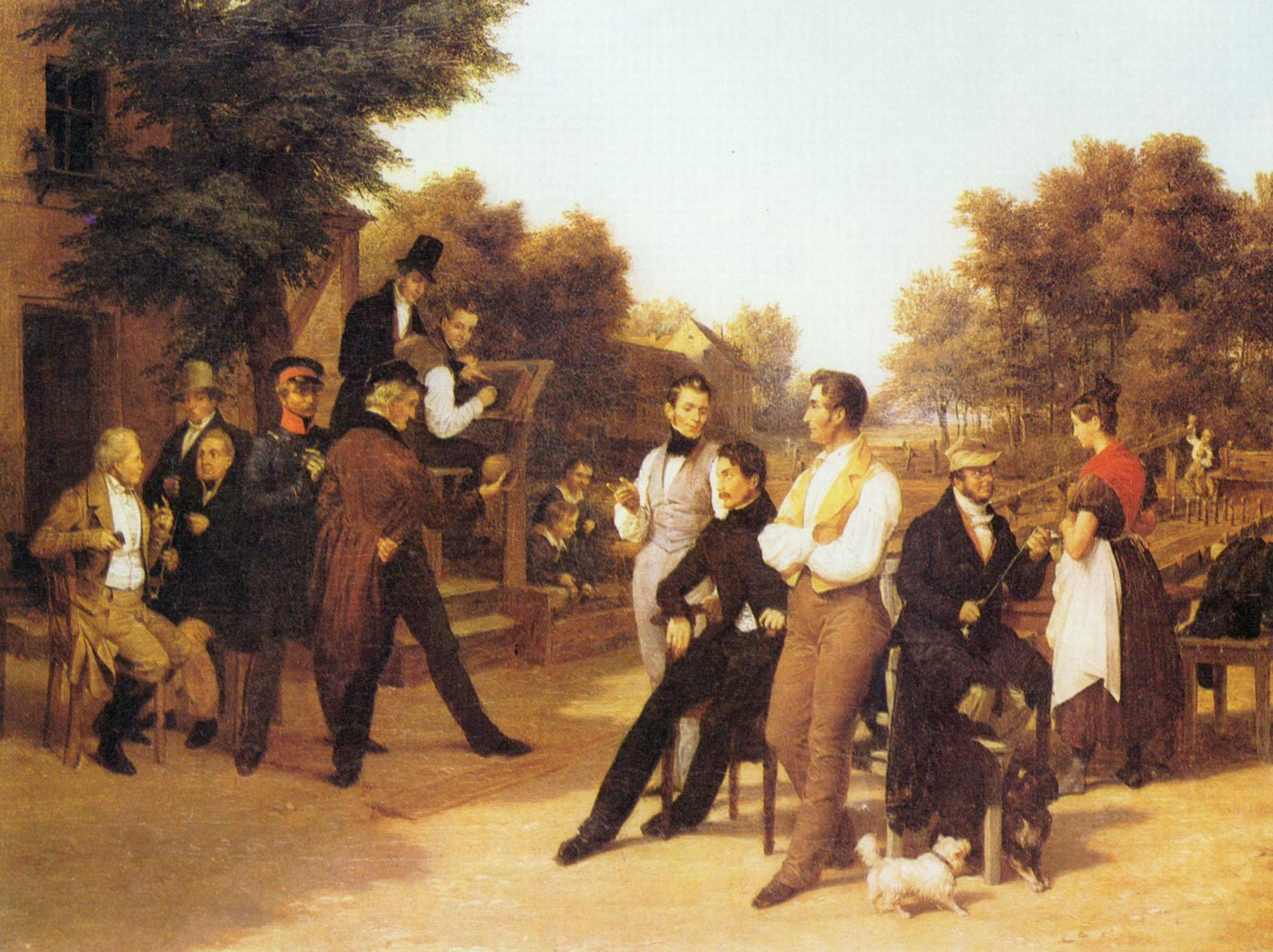
"Die Kegelgesellschaft" (1834)
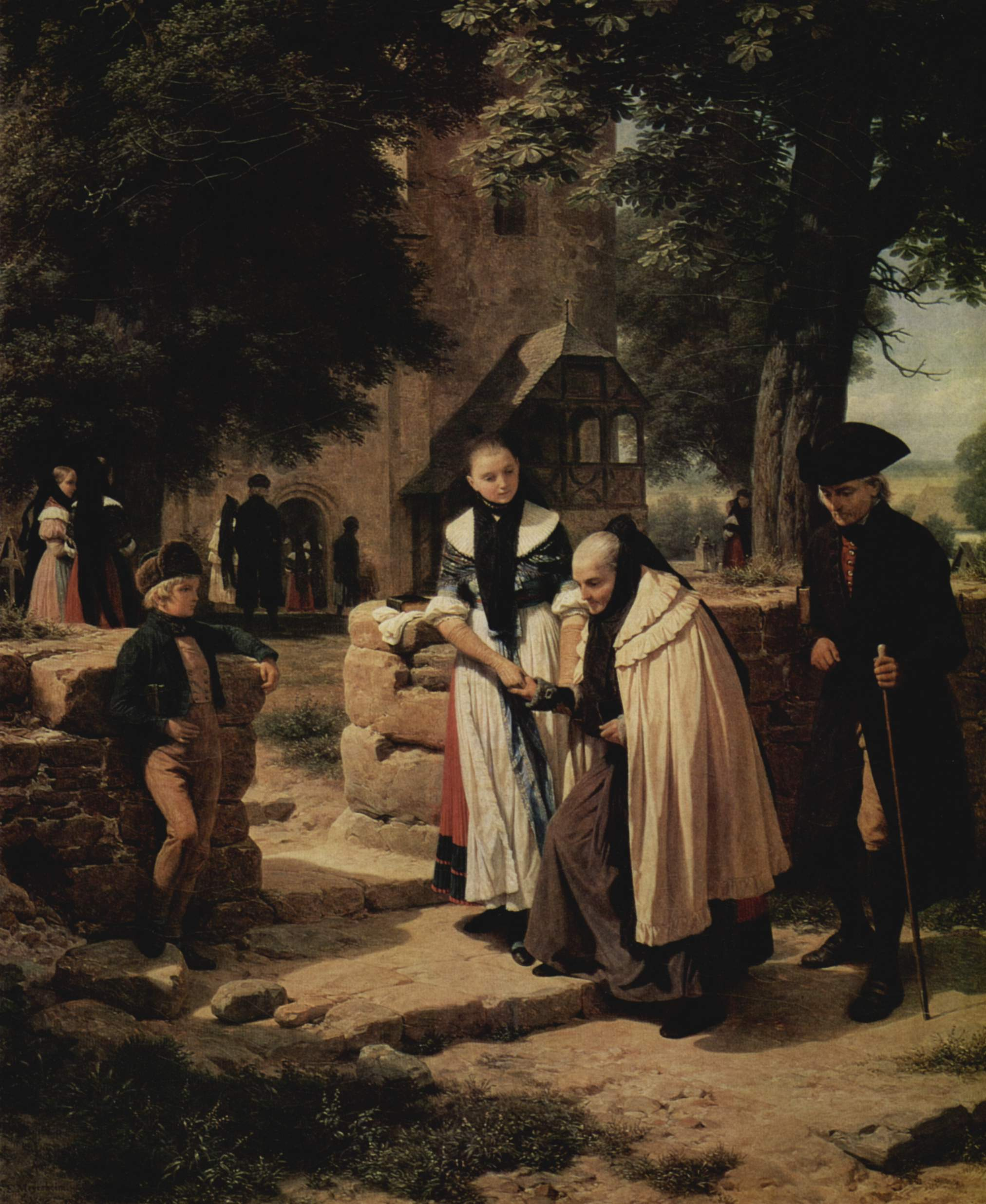
"Braunschweiger Bauern beim Kirchengang" (1855)
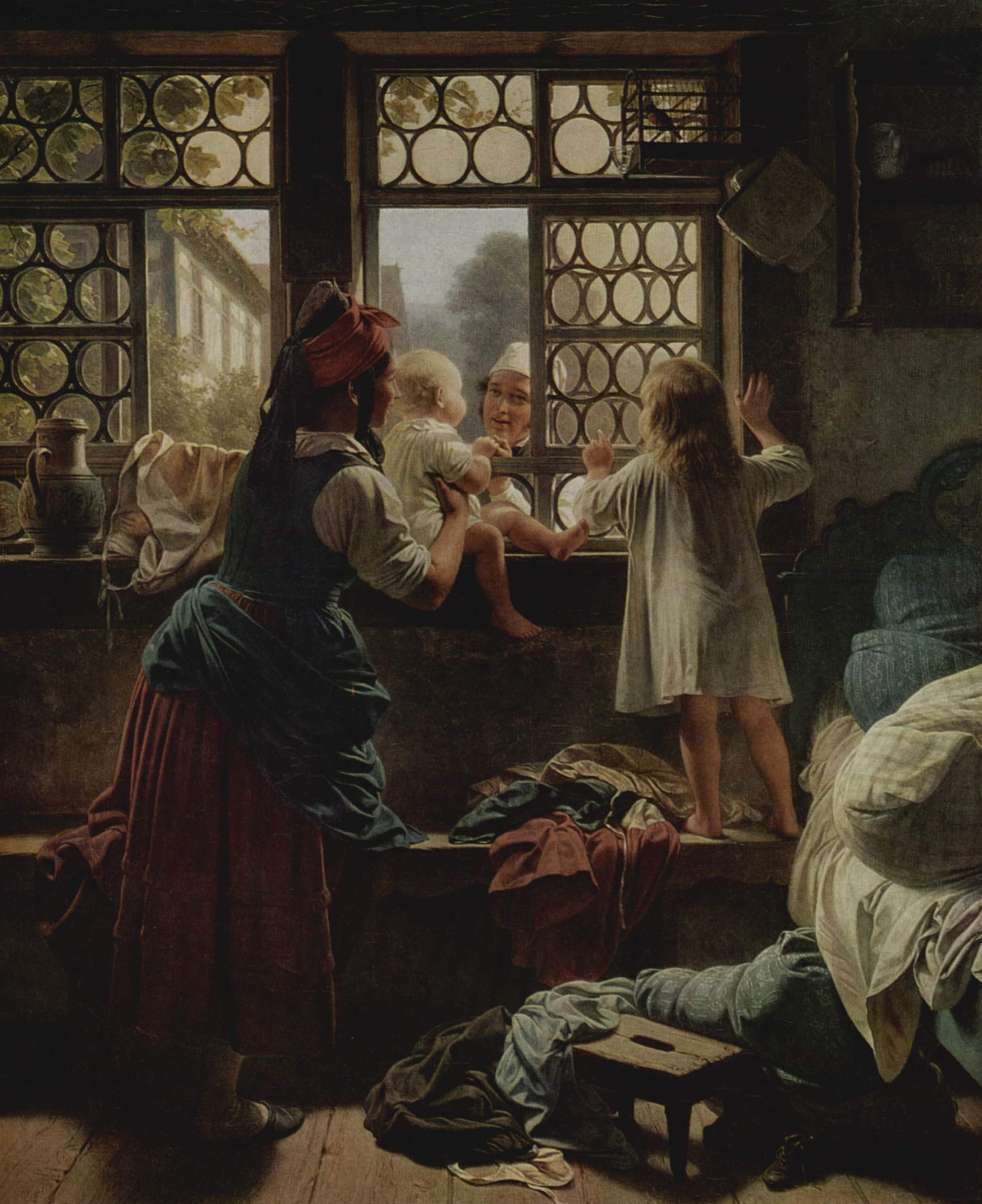
"Guten Morgen, lieber Vater" (1858)
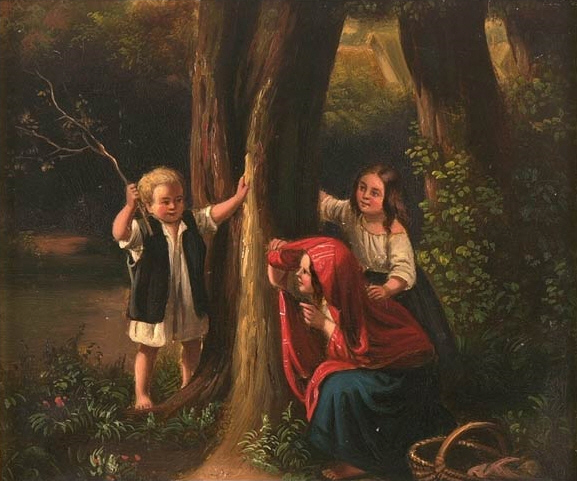

- Wikimedia Commons alberga una categoría multimedia sobre Eduard Meyerheim.

- Datos: Q187548
- Multimedia: Friedrich Eduard Meyerheim / Q187548